# Нижньовоткінський лісоучасток
Нижньово́ткінський лісоуча́сток (Нижньовоткінський, рос. Нижневоткинский лесоучасток) — починок у Воткінському районі Удмуртії, Росія.
Населення становить 2 особи (2010, 2 у 2002).
Національний склад (2002):
- росіяни — 100 %